# Mammillaria orcuttii
Mammillaria orcuttii (укр. Мамілярія Оркатта, мамілярія оркутті) — сукулентна рослина з роду мамілярія (Mammillaria) родини кактусових (Cactaceae).

## Історія

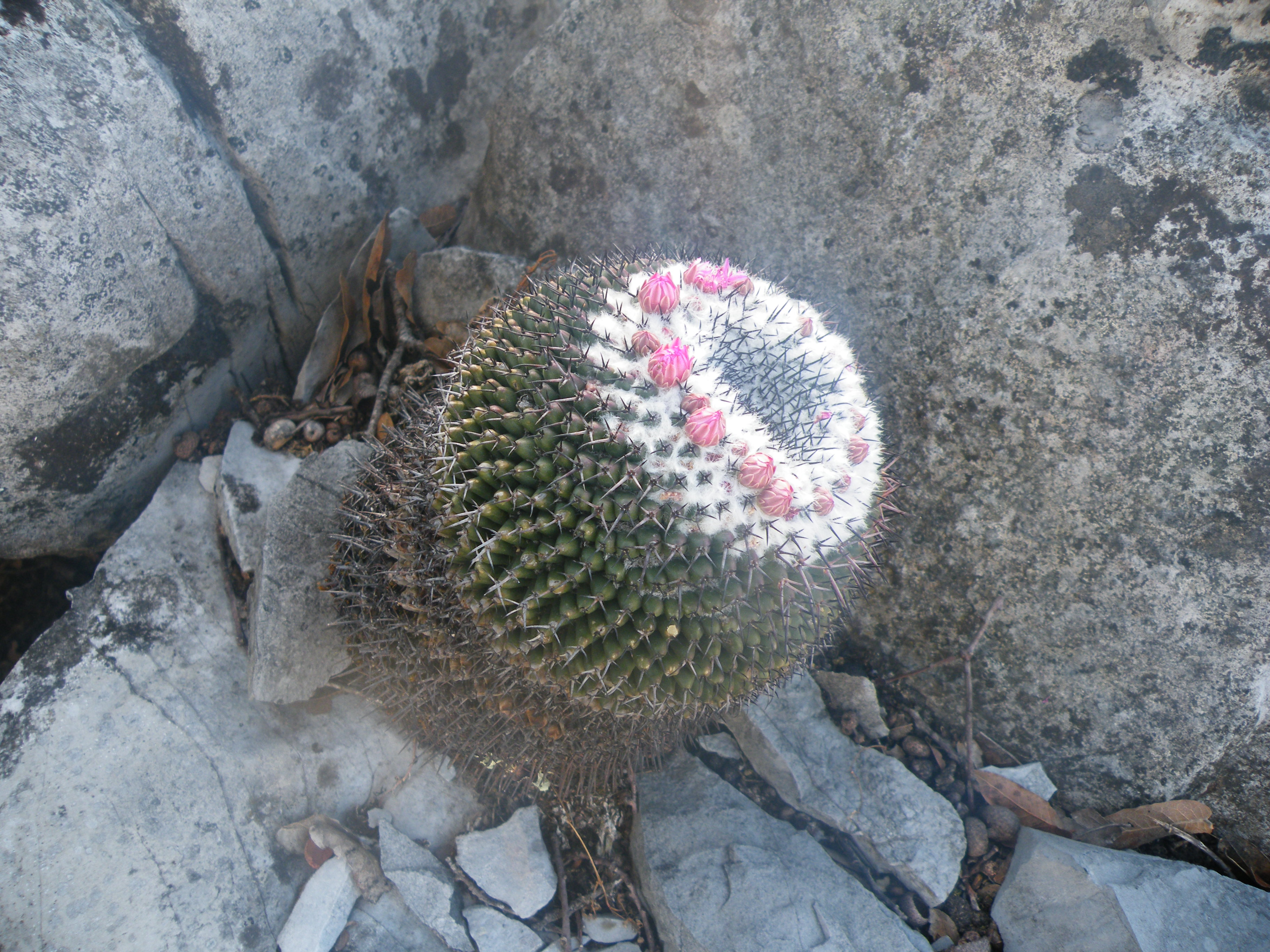
Mammillaria orcuttii серед каміння у природних умовах

Вид вперше описаний німецьким ботаніком Фрідріхом Бедекером (нім. Friedrich Bödeker, 1867—1937) у 1930 році у виданні нім. «Monatsschrift der Deutschen Kakteen-Gesellschaft».

## Етимологія
Видова назва дана на честь американського ботаніка Чарльза Рассела Оркатта (англ. Charles Russell Orcutt, 1864—1929).

## Ареал і екологія
Mammillaria orcuttii є ендемічною рослиною Мексики. Ареал розташований у штаті Сан-Луїс-Потосі, хоча спочатку рослина була зафіксована у штаті Пуебла. Рослини зростають на висоті від 2400 до 2000 метрів над рівнем моря на похилій вапняковій скелястій місцевості в напівпустелях і в дубових лісах.

## Морфологічний опис
| Орган              | Опис                                                                                      |
| Рослини            | зазвичай поодинокі.                                                                       |
| Коріння            |                                                                                           |
| Стебло             | кулясте до коротко-булавоподібного.                                                       |
| Епідерміс          | блискучий синьо-зелений.                                                                  |
| Маміли             | короткі, конічні, апікально округлені, з молочним соком.                                  |
| Ареоли             |                                                                                           |
| Аксили             | сильно опушені.                                                                           |
| Центральні колючки | 4-5, червонувато-коричневі, завдовжки 8-20 мм.                                            |
| Радіальні колючки  | часом представлені, як 6-8 коротких, схожих на волоски.                                   |
| Квіти              | яскраві, кармінові з темнішими центральними прожилками на пелюстках, до 12 мм в діаметрі. |
| Бутони             |                                                                                           |
| Зовнішні пелюстки  |                                                                                           |
| Внутрішні пелюстки |                                                                                           |
| Тичинки            |                                                                                           |
| Маточка            |                                                                                           |
| Плоди              | червоні.                                                                                  |
| Насіння            | коричневе.                                                                                |

## Чисельність, охоронний статус та заходи по збереженню

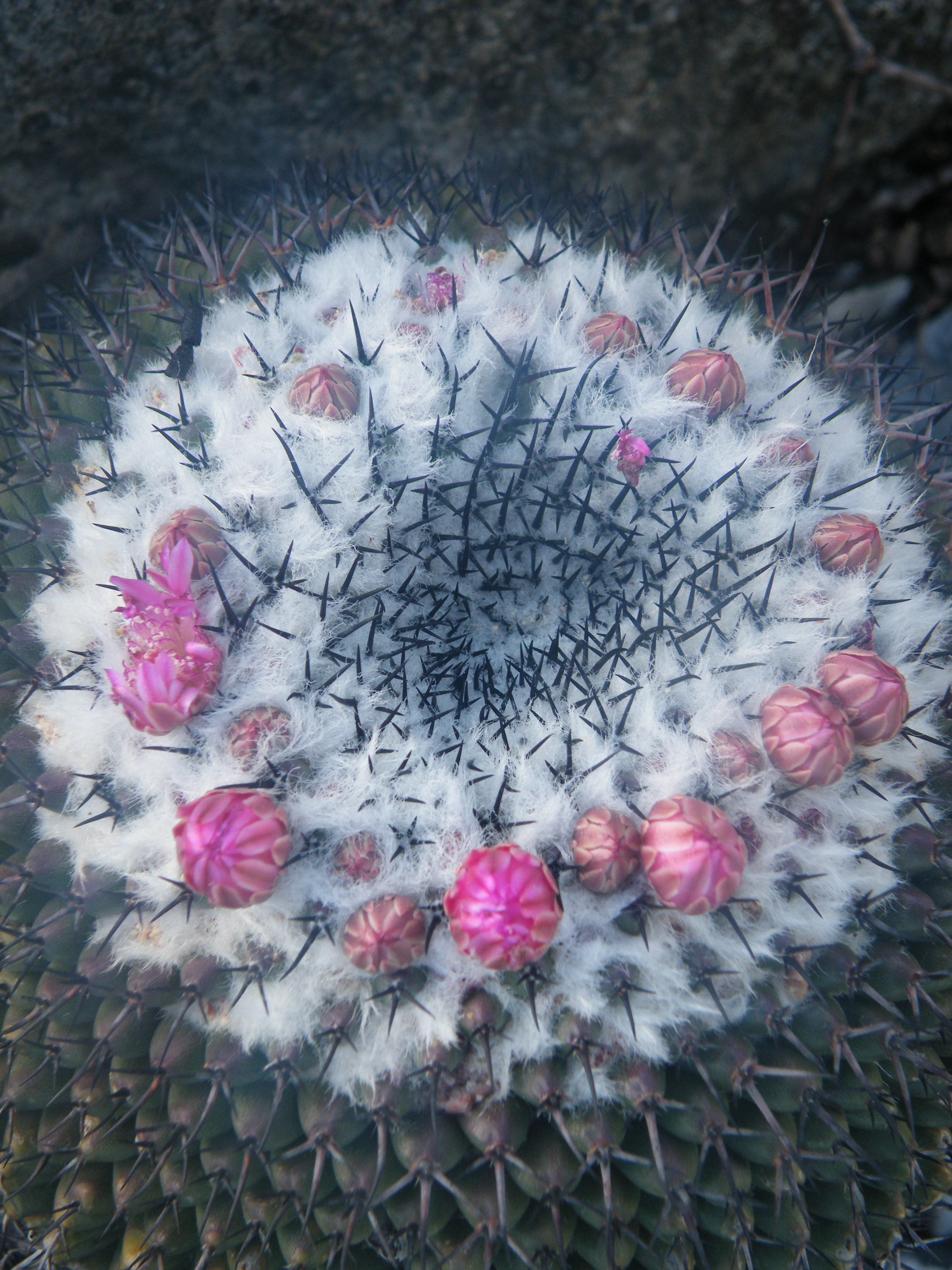
Mammillaria orcuttii з бутонами

Mammillaria orcuttii входить до Червоного списку Міжнародного союзу охорони природи видів, з найменшим ризиком (LC).
Вид має площу розміщення близько 200 км². Загальна чисельність рослин складається з більш ніж 5000 особин.
Кваліфікується як «Найменший ризик» через багато субпопуляцій на досить великій території і значну кількість особин. Незаконний збір має місце, однак він не є серйозною
загрозою.
Цей вид мешкає в зоні захищеного лісового господарства ісп. Valle de los Fantasmas.
У Мексиці ця рослина занесена до Національного переліку видів, що перебувають під загрозою зникнення, де вона включена до категорії «підлягає особливій охороні».

## Використання та торгівля
Вид збирається для використання як декоративний. Він комерційно культивується для міжнародної торгівлі.

## Утримання в культурі
Оскільки в природі росте на вапняних ґрунтах, варто додати в ґрунтову суміш вапняну крихту.
Одна з особливостей рослини — густе біле опушення в аксилах, особливо у верхівки рослини. У культурі цього можна домогтися регулярною пересадкою. Тоді рослина буде додавати в рості щороку і покриватися новим опушенням. Не варто поливати рослину зверху — це змиває опушення з нижніх частин стебла і псує нове опушення у верхівки.
У культурі легко доростає до 15 см в діаметрі, але більші екземпляри рідкісні. Радіальні колючки є лише у сіянців і молодих рослин; вони дуже дрібні, білі і незабаром обпадають.